# Marconi Spolète
Le club de volley-ball masculin de Spolète (et qui a changé plusieurs fois de nom en raison de changements de sponsors principaux) évolue au deuxième niveau national (Serie A2).

## Palmarès
Néant.

## Entraîneurs
- 1997-1998 :  Ljubomir Travica

## Effectif de la saison en cours
Entraîneur : Fausto Polidori  Italie ; entraîneur-adjoint :  Francesco Tardioli  Italie
| Numéro | Nom                   | Taille | Nationalité    |
| ------ | --------------------- | ------ | -------------- |
| 1      | Nicola Campagnaro     | 2,02   | Italie         |
| 2      | Marco Pavan           | 2,02   | Italie/ Brésil |
| 3      | Andrea Giuliani       | 1,91   | Italie         |
| 5      | Ansis Medenis         | 1,98   | Lettonie       |
| 6      | Daniele Grechi        | 1,85   | Italie         |
| 7      | Francesco Gullà       | 1,82   | Italie         |
| 9      | Marco Falaschi        | 1,86   | Italie         |
| 10     | Michele Gatto         | 1,80   | Italie         |
| 11     | Bruno Augusto Furtado | 1,96   | Brésil         |
| 12     | Cristian Vigilante    | 1,93   | Italie         |
| 13     | Francesco Corsini     | 2,02   | Slovénie       |
| 15     | Ricardo Serafim       | 1,93   | Brésil         |
| 16     | Niccolò Lattanzi      | 1,96   | Italie         |
| 18     | Massimo De Marco      | 1,95   | Italie         |